# 紀州松煙墨
紀州松煙墨（きしゅうしょうえんぼく）は紀州墨とも呼ばれる、紀州に江戸時代より伝えられた障子焚方式で採煙した松煙と和膠で作り上げられた松煙墨。
他の松煙墨同様にマットで落ち着いた色合いで、にじみが美しいため水墨画に広く用いられる。

## 解説
松煙墨は青味が特徴とされるが、紀州墨は最初は茶味を帯び、年数とともに青みがかっていくのが特徴。また、焚火の後の木の燃え残りの匂いがする。
書道界の風雲児と呼ばれた榊莫山氏は、松煙墨の魅力を文房四宝 墨の話（角川書店）の中で「澄み切った、それでいて厚みのある墨の色」と表現し、紀州墨のファンの一人であった。 
昭和30年代に松材の減少やコストの安い鉱油墨の普及により生産されなくなったが、1990年頃に堀池雅夫が伝統的工法での採煙から製墨までを復活させ再生産している。。

## 参考
- 墨の文化史 概説　綿谷 正之